# Monanthotaxis whytei
Monanthotaxis whytei (Stapf) Verdc. – gatunek rośliny z rodziny flaszowcowatych (Annonaceae Juss.). Występuje naturalnie w Liberii, Wybrzeżu Kości Słoniowej oraz Ghanie. Ponadto rośnie w kolekcji Ogrodu Botanicznego Meise w Belgii. 

## Morfologia
PokrójZimozielony krzew.
LiścieMają prawie eliptyczny kształt. Mierzą 10–16 cm długości oraz 4,5–6,5 cm szerokości. Są lekko owłosione od spodu. Nasada liścia jest zaokrąglona. Blaszka liściowa jest o tępym wierzchołku.
KwiatySą zebrane w luźne wierzchotki, rozwijają się w kątach pędów lub bezpośrednio na pniach i gałęziach (kaulifloria). Działki kielicha mają trójkątny kształt i dorastają do 3 mm długości. Płatki mają żółtawą barwę.

## Biologia i ekologia
Rośnie w gęstych lasach pierwotnych.